# Tom Marsters
Sir Tom John Marsters, KBE (4 augustus 1945) is de huidige vertegenwoordiger van koning Charles III voor de Cookeilanden. Voorheen was hij de zevende vertegenwoordiger van koningin Elizabeth II. Hij is een voormalig vicepremier van de Cookeilanden, minister van Buitenlandse Zaken en viceleider van de Cookeilanden Partij.